# Список островів Катару
Нижче наведений перелік островів Катару, населених і незаселених.

## Список
- Аль-Аалія (араб. جَزِيرَة اَلْعَالِيَّة, трансліт. Jazīrat ‘Alya)[1]
- Аль-Хор (араб. جزيرة الخور), також Пурпуровий острів і Язірат бін Ґанім[2]
- Аль-Сафлія (араб. اَلْجَزِيرَة اَلسَّافِلِيَّة, трансліт. Jazīrat as Sāfliya)[3]
- Банановий острів (араб. جزيرة الموز)[4]
- Галул (араб. جَزِيرَة حَالُول, трансліт. Jazīrat Ḩālūl)[5]
- Ішат (араб. جزيرة الأسحاط)[6]
- Перл-Катар (араб. جَزِيرَة اللؤلؤة)[7]
- Рас-Ракан (араб. جَزِيرَة رَأْس رَكَن, трансліт. Jazīrat Ra’s Rakan)[8]
- Шрао (араб. جَزِيرَة شراعوة, трансліт. Jazīrat Sharā‘awh)[9]
- Умм-Таїс (араб. جَزِيرَة أُمّ تَيْس, трансліт. Jazīrat Umm Tays)[10]